# フロリダ (モニター)
|          |                                           |
| 艦歴     |                                           |
| 発注     |                                           |
| 起工     | 1899年1月23日                             |
| 進水     | 1901年11月30日                            |
| 就役     | 1903年6月18日                             |
| 退役     | 1922年3月24日                             |
| その後   | 1922年7月25日にスクラップとして売却       |
| 除籍     |                                           |
| 性能諸元 |                                           |
| 排水量   | 3,225トン                                 |
| 全長     | 252 ft (77 m)                             |
| 全幅     | 50 ft (15.2 m)                            |
| 吃水     | 12 ft 6 in (3.8 m)                        |
| 機関     |                                           |
| 最大速   | 12ノット (22 km/h)                        |
| 乗員     | 士官、兵員220名                           |
| 兵装     | 12インチ砲2門、4インチ砲4門、6ポンド砲2門 |

フロリダ (USS Florida, M/BM-9) は、アメリカ海軍のモニター艦。アーカンソー級モニターの1隻。艦名はフロリダ州に因む。その名を持つ艦としては4隻目。

## 艦歴
フロリダは1899年1月23日にニュージャージー州エリザベスポートのクレセント造船所で起工した。1901年11月30日にS・ウッドによって命名、進水し、1903年6月18日に艦長J・C・フリーモント中佐の指揮下就役した。
就役後フロリダは沿岸戦隊に配属され、海軍兵学校生の夏季訓練巡航や、東海岸沿いおよびカリブ海での作戦活動に従事した。1906年9月3日にはロングアイランドのオイスターベイで行われたルーズベルト大統領による観閲式に参加し、その4日後に海軍兵学校に帰還、再び訓練任務に従事する。1906年9月11日に予備役に置かれるが、1907年6月7日から8月3日まで現役任務に復帰し海軍兵学校生の夏季巡航に従事、1908年5月21日から6月19日までは砲術訓練を行った。
戦艦に州の名を命名するため、フロリダは1908年7月1日にタラハシー (USS Tallahassee) と改名された。1910年8月1日、タラハシーは予備役に置かれ、定期的な砲術訓練および潜水母艦としてパナマ運河地帯やノーフォークでしばしば活動した。1911年3月22日には標的艦のサンマルコス (San Marcos) を撃沈した。第一次世界大戦中は潜水母艦としてパナマ運河地帯、バージン諸島、バミューダで活動し、1918年12月3日にチャールストン海軍工廠で退役した。1920年2月19日に第6海軍管区の訓練艦として配属され、1920年9月3日から1922年3月24日まで使用された。
タラハシーは1921年7月20日に IX-16 （雑役船）に指定され、1922年3月24日に完全に退役し、1922年7月25日にワシントンD.C. のアミュニション・プロダクツ株式会社に売却された。